# Tufão Kujira (2009)
O tufão Kujira (designação internacional: 0901'; designação do JTWC: 01W; designação filipina: tufão Dante) foi um intenso ciclone tropical que afetou as Filipinas no início de maio de 2009, causando pelo menos 28 mortes e 25 milhões de dólares em prejuízos.
Kujira formou-se de uma área de perturbações meteorológicas sobre o arquipélago filipino em 2 de maio, e começou a se intensificar gradualmente assim que seguia lentamente para nordeste. O sistema tornou-se uma tempestade tropical em 3 de maio, e se intensificou para uma tempestade tropical severa ainda naquele dia. Com boas condições meteorológicas, Kujira começou a se intensificar rapidamente, tornando-se um tufão em 4 de maio, e atingindo seu pico de intensidade mais tarde naquele dia, com ventos máximos sustentados de 215 km/h, sehundo o JTWC, ou 150 km/h, segundo a AMJ. A partir de então, Kujira começou a se enfraquecer gradualmente assim que ganhava latitude, e se tornou um ciclone extratropical em 7 de maio.
Como uma depressão tropical, Kujira causou fortes chuvas nas Filipinas, causando pelo menos 28 mortes, deixando uma pessoa desaparecida e ferindo outras cinco. O ciclone causou pelo menos 25 milhões de dólares (1,2 bilhões de pesos filipinos) em prejuízos e afetou mais de 380.000 pessoas.

## História meteorológica

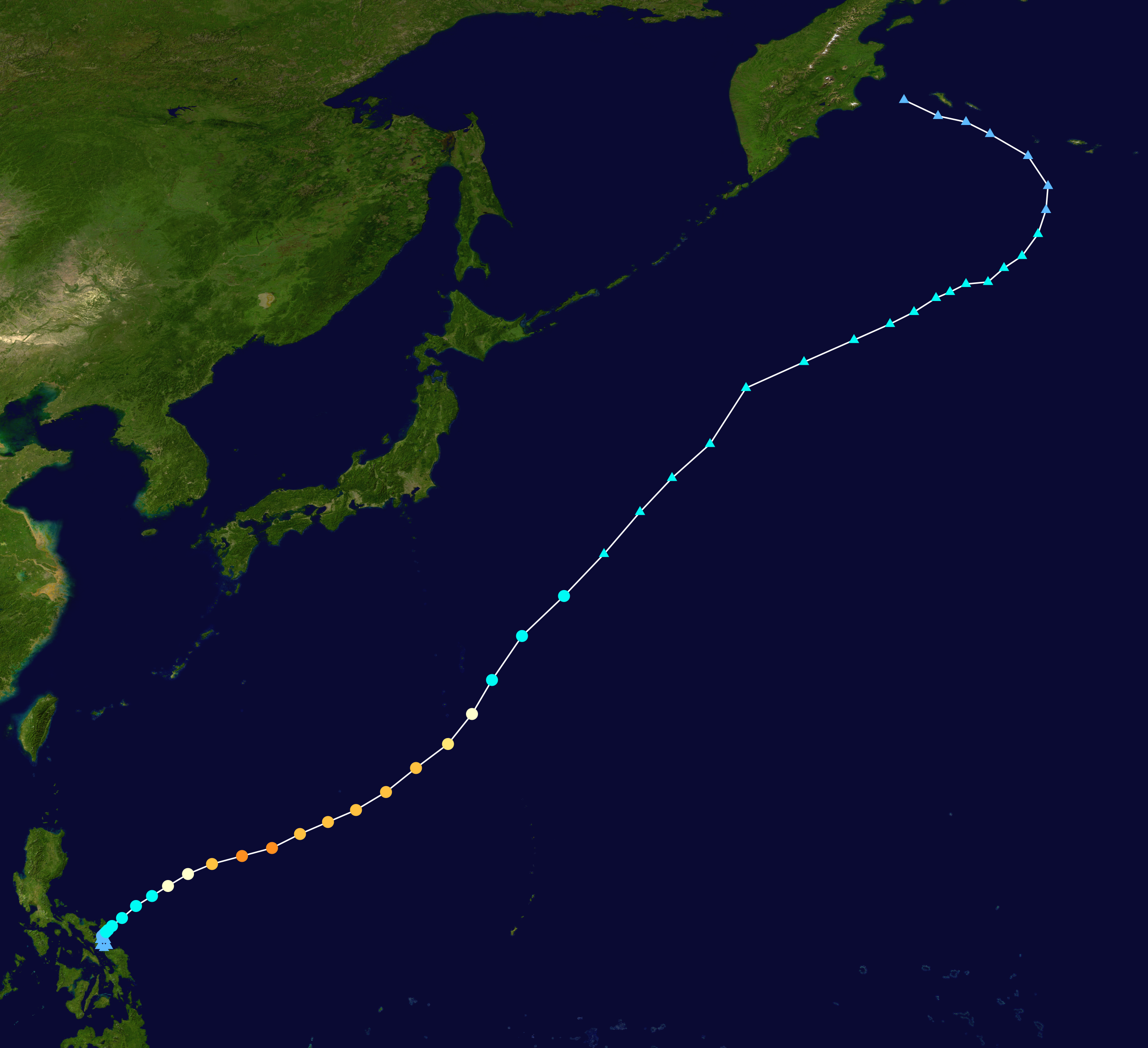
O caminho de Kujira

Uma área de perturbações meteorológicas começou a mostrar sinais de organização em 28 de abril, ao largo do extremo sul da ilha de Luzon, Filipinas. Porém, as condições meteorológicas não estavam favoráveis naquele momento, e juntamente com a interação com o arquipélago filino, o sistema não conseguiu se intensificar rapidamente. No entanto, as condições meteorológicas voltaram a ficar mais favoráveis enquanto o sistema permanecia praticamente estacionário sobre as Filipinas. Durante a manhã (UTC) de 1 de maio, a Administração de Serviços Atmosféricos, Geofísicos e Astronômicos das Filipinas (PAGASA), responsável pela meteorologia naquele país, classificou o sistema para a depressão tropical "Dante". Mais tarde naquele dia, a Agência Meteorológica do Japão (AMJ) reconheceu a formação de uma depressão tropical naquela região. Seguindo muito lentamente para nordeste, a depressão fez landfall, ou seja, o centro ds circulação de baixos níveis cruzou a costa perto da cidade de Sorsogon, na região filipina de Bicol, com ventos máximos sustentados de 45 km/h, segundo a PAGASA. As excelentes condições meteorológicas proporcionaram a continua organização do sistema, que não estava sendo afetado pela sua interação com o arquipélago filipino. Com isso, o Joint Typhoon Warning Center (JTWC), centro da junta de aviso de tufões da Marinha dos Estados Unidos, emitiu um Alerta de Formação de Ciclone Tropical (AFCT) sobre o sistema durante o início da madrugada (UTC) de 2 de maio. Ainda naquela manhã (UTC), o JTWC classificou o sistema para a primeira depressão tropical dotada de designação da temporada de tufões no Pacífico de 2009, baseado em observações diretas por meios de navios próximos.

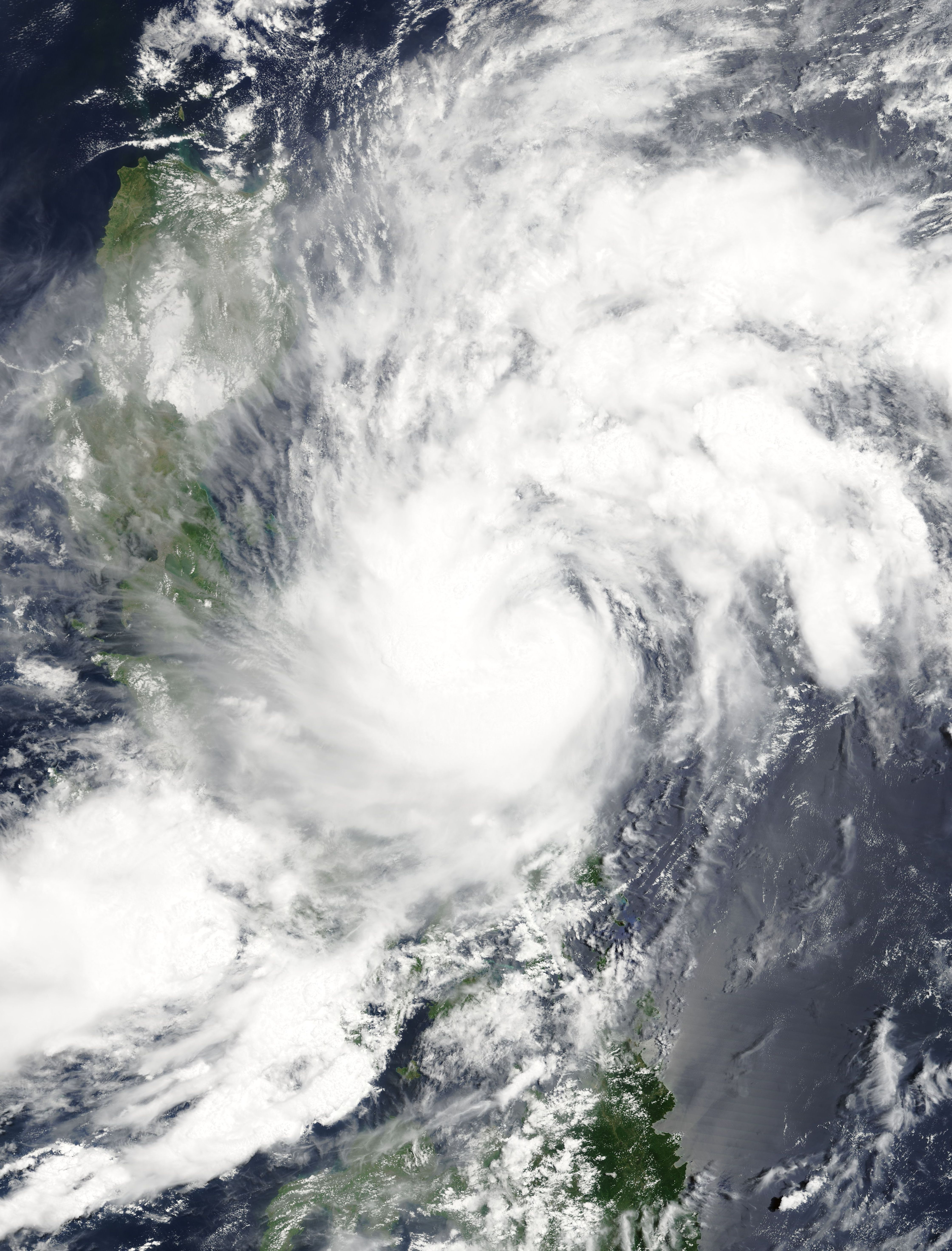
A tempestade tropical severa Kujira em 3 de maio, logo a nordeste das Filipinas

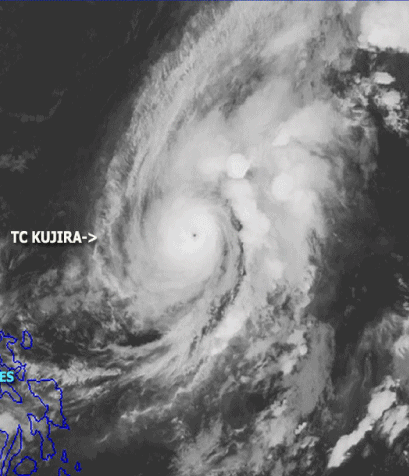
Kujira perto de seu pico de intensidade, mostrando seu pequeno olho com 20 km de diâmetro

As condições meteorológicas favoráveis, tais como baixo cisalhamento do vento, águas quentes da superfície do oceano e bons fluxos de saída, continuaram a intensificar o sistema, apesar da interação de sua circulação ciclônica de baixos níveis com o arquipélago filipino. Com isso, o JTWC classificou 01W para uma tempestade tropical ainda naquela tarde (UTC). A tendência de intensificação continuou, e a AMJ classificou o sistema para uma depressão tropical plena horas mais tarde. Durante aquela noite (UTC), a PAGASA classificou Dante (01W) para uma tempestade tropical. Durante o início da madrugada (UTC) de 3 de maio, a AMJ também classificou o sistema para uma tempestade tropical, atribuindo-lhe o nome Kujira, nome originário da língua japonesa, e significa baleia. Kujira continuou a se intensificar naquele dia, e a AMJ classificou o sistema como uma tempestade tropical severa. Kujira começou a seguir mais rapidamente para nordeste com a formação de uma área de alta pressão quase equatorial e com a passagem de um cavado de médias latitudes ao noroeste do sistema. Este cavado também proporcionou a melhora dos fluxos de saída de altos níveis do ciclone, o que favoreceu ainda mais a sua intensificação. A tendência de intensificação do sistema continuou e Kujira se tornou um tufão, segundo a AMJ, durante a manhã (UTC) de 4 de maio. O JTWC também classificou 01W (Kujira) para um tufão horas depois. A partir de então, Kujira começou a sofrer uma súbita rápida intensificação; em menos de seis horas, os ventos máximos sustentados do tufão aumentaram de 130 para 185 km/h. O grande aumento dos fluxos de saída de altos níveis provocado pela difluência atmosférica influenciada pela aproximação do cavado de altos níveis ao noroeste do sistema proporcionou a rapida intensificação. Mais tarde naquele dia, Kujira atingiu seu pico de intensidade, com ventos máximos sustentados de 215 km/h, segundo o JTWC, intensidade equivalente a um furacão de categoria 4 na escala de furacões de Saffir-Simpson, que é iniciado pela categoria 1, a mais fraca, e termina em categoria 5, a mais forte. Naquele momento, o tufão apresentava um pequeno olho, com apenas 20 km de diâmetro. Como a AMJ utiliza outro método na medida dos ventos máximos sustentados, a agência japonesa apurou que os ventos máximos sustentados de Kujira alcançou 150 km/h.
A partir de então, Kujira começou a se enfraquecer lentamente. Já no começo da madrugada de 5 de maio, o tufão já havia perdido o seu olho assim que continuava a seguir para leste-sudeste. O tufão não resistiu aos efeitos do aumento do cisalhamento do vento associado com a aproximação do cavado de médias latitudes ao seu noroeste, e a diminuição da temperatura da superfície do mar em latitudes superiores a 22°N. Com isso, a tendência de enfraquecimento de Kujira se acentuou durante aquele dia. A PAGASA emitiu seu aviso final sobre o tufão Dante (Kujira) assim que o ciclone deixou a sua área de responsabilidade durante a tarde (UTC) de 5 de maio. Mesmo com as condições meteorológicas mais desfavoráveis, Kujira foi capaz de manter sua intensidade em 6 de maio, com ventos máximos sustentados de 185 km/h, segundo o JTWC. Porém, a partir daquela tarde (UTC), Kujira começou a sucumbir com os efeitos do forte cisalhamento do vento associados ao cavado de médias latitudes.
A partir daquela noite (UTC), a tendência de enfraquecimento de Kujira foi intensificada assim que o tufão começou a entrar em contato com a zona baroclínica, região meteorológica comum em latitudes médias caracterizado por desorganizações atmosféricas. Com a interação com a zona baroclínica, Kujira também começou a sua transição para um ciclone extratropical. Com isso, naquele momento, a AMJ desclassificou Kujira para uma tempestade tropical severa. Na madrugada (UTC) de 7 de maio, o JTWC também desclassificou Kujira para uma tempestade tropical, e emitiu seu aviso final sobre o sistema, pois considerava Kujira já como um ciclone extratropical. Horas mais tarde, a AMJ desclassificou Kujira para uma tempestade tropical simples, e desclassificou Kujira para um ciclone extratropical remanescente mais tarde naquele dia, emitindo seu aviso final sobre o sistema.

## Preparativos e impactos
A Administração de Serviços Atmosféricos, Geofísicos e Astronômicos das Filipinas (PAGASA) emitiu alertas de tempestade nível 1, que significa que se espera ventos entre 30 e 60 km/h por pelo menos 36 horas, para oito províncias em Luzon, e para uma província na região de Visayas. No final da noite seguinte, o alerta de tempestade foi elevado para nível 2, que significa que se espera ventos de 60 a 100 km/h, para a província de Catanduanes, na região de Luzon, assim que o sistema permanecia praticamente estacionário e se intensificava sobre a região.
Kujira causou mais de 625 milhões de pesos filipinos em prejuízos na agricultura de quatro províncias da região de Luzon. O sistema comunitárioa de irrrigação agrária da região também foi afetado, somando outros 102 milhões de pesos filipinos em prejuízo. O Conselho Nacional Coordenado de Gerenciamento de Desastres (NDCC) das Filipinas averiguou que a depressão tropical Dante (Kujira) causou pelo menos 28 mortes, deixou uma pessoa desaparecida e feriu outras cinco. Além disso, mais de 380.000 pessoas de pelo menos 64 municípios em cinco províncias da região foram afetadas de alguma forma pelo ciclone tropical. Os prejuízos totais causados por Kujira no país somaram mais de 1,2 bilhões de pesos filipinos, sendo que quase 530 milhões de pesos filipinos foram contabilizados na infraestrutura danificada pela tempestade no país. Quase 2.400 residências foram danificadas pelas enchentes e/ou pelos fortes ventos, sendo que 138 ficaram totalmente destruídas.